# 肘井ミカ
肘井 ミカ（ひじい みか、1982年10月13日 - ）は、日本の女優、タレント。スターダストプロモーション所属。愛称は「みかりんご」。旧芸名は肘井 美佳（読み同じ）。

## 人物・履歴
東京都生まれ、福岡県飯塚市育ち。福岡県立嘉穂高等学校を経て法政大学経営学部卒。中学時代は2年間生徒会（書記）に籍を置き、高校時代は混声合唱部に所属していた（コーラス歴は小学生から高校まで）。
「肘井」姓は福岡県に集中的にみられる名字。出演したNHKドラマ10『聖女』の主人公は、出身地設定が北九州市の「肘井基子」である（演：広末涼子）。
地元を中心とした九州のローカル線が好きで、ヒャダインが結成した「スターダスト電車クラブ」のメンバー（会員No.0003）である。
芸能活動は大学入学後から本格的に開始。ホットドッグプレスドリームガールズグランプリを受賞し、ホットドッグ・プレスの第2代イメージガールとしてデビュー。2002年以降は、ビジュアルユニット「Chao」やアイドルユニット「D★shues」の一員として活動していたことがある。当時「AKB48」のチームAメンバーの大島麻衣と大の仲良しである。
2006年には音楽ユニット「GARO Project」の一員としてCDデビューした。
本格的な演技は日本映画界の巨匠・森﨑東監督の映画『ニワトリはハダシだ』から。オーディションに合格し、映画初出演にして初主演デビューを果たした（第17回東京国際映画祭で芸術貢献賞受賞）
カンフーが趣味で全国大会に見学に行くほどである。2011年には第28回全日本武術太極拳選手権大会の団体競技部門、対練に熊田弥生と出場し4位入賞を果たした。なお、対練は男女混合の種目のため、女子としては全国1位である。武術の経験から、『牙狼』シリーズではアクションシーンも披露している。
英語が堪能。 英検1級ホルダー。2005年『Ninja』でヒロインを演じハリウッドデビュー。続編でも再びヒロインを演じた。また、Eテレの語学番組にも「ドラマで楽しむ英会話」生徒役（2005年）、「おとなの基礎英語」英語ドラマパートMika役(season1・2012年3月 - 2013年3月、season2・2013年4月 - 2014年3月、season3・2014年4月〜2015年4月)などで出演歴がある（オール海外ロケ:シンガポール、香港、タイ、ニュージーランド、マレーシア、ベトナム、台湾、ハワイ、マカオ）。
2013年7月 - 2014年1月の約半年間、ニューヨークに留学。
かつてスターダストに所属していた横田かおり、小嶋亜由美とは今でも仲が良く、ブログにも度々登場する。
2015年12月、NHK「ニュースで英会話」にて吉田麻也にインタビュー。英語でインタビュー/レポートなど、レポーターとしての仕事も務める。
令和元年初日である2019年5月1日に一般男性と結婚。「令和婚」と報じられた。10月には第1子を妊娠したことをブログで発表する。結婚1周年記念日となる2020年5月1日に第1子女児の出産を報告。
2020年6月、芸名を肘井美佳からカタカナの肘井ミカに変更したことを発表。
2022年1月3日、第2子妊娠を報告。
趣味は刺繍・落語鑑賞（桂米朝ファン）、特技は茶道・アクション・中国武術（2011年対練全国４位）、資格は自動車運転免許・英語検定1級（TOEIC925点）。

## 出演

### ラジオ
- エンジョイ・シンプル・イングリッシュ（2015年4月 - 2018年3月31日、NHKラジオ第2） - メインパーソナリティー

### バラエティ
- Harajukuロンチャーズ（2000年 - 2003年、BS朝日）
- デジリポ（2001年 - 2002年、読売テレビ）
- 千枚CD（2002年）
- テレバイダー（2002年 - 2003年、TOKYO MX） - BBS担当
- ガチンコ視聴率バトル（2003年、テレビ朝日）
- 南国楽園ショー（2003年、フジテレビ）
- ドラマで楽しむ英会話「MiAMi7」（2005年、NHK教育）
- 世界ウルルン滞在記（2006年12月3日、毎日放送）
- ようこそ!魔性の食卓へ（2006年12月25日、NHK総合）
- 伊勢・神々の食卓へ（2008年1月3日、NHK総合）
- 春だ!ジャンプだ!合唱だ!〜Nコン2009開幕〜（2009年3月27日、NHK教育） - 司会
- にっぽん釣りの旅「江戸の風流 手長エビ釣り〜肘井美佳・江戸川〜」（2009年7月24日、BS-hi）
- 特集・にっぽん釣りの旅「憧れの魚を追い求めて〜釣り好き大集合 沖縄県宮古島〜」（2010年7月24日、BS-hi）
- にっぽん釣りの旅「巨大テナガエビを追え〜肘井美佳 沖縄県西表島〜」（2011年11月13日、BSプレミアム）
- おとなの基礎英語（2012年 - 2014年、NHKEテレ） - スキットドラマ出演・美佳 役
- タモリ倶楽部「タモリ電車クラブにライバル出現!? スターダスト電車クラブ!!」（2012年11月24日、テレビ朝日）
- 勝手に!JAPANガイド（2019年4月3日 - 、BSフジ） - 美佳 役（案内役）

### テレビドラマ
- ドールハウス 第2話（2004年、TBS） - 中野マキ 役
- 仮面ライダー剣（2004年、テレビ朝日） - 吉永みゆき 役
- 愛のソレア（2004年、東海テレビ） - 田所知子 役
- 牙狼〈GARO〉シリーズ
  - 牙狼〈GARO〉（2005年 - 2006年、テレビ東京） - 御月カオル 役
  - 牙狼〈GARO〉スペシャル 白夜の魔獣（2006年12月、ファミリー劇場） - 御月カオル 役
  - 牙狼〈GARO〉 〜MAKAISENKI〜（2011 - 2012年、テレビ東京） - 御月カオル 役
  - 牙狼〈GARO〉-魔戒ノ花- 第24話（2014年9月20日、テレビ東京） - 雷牙の母（声の出演）役
  - 牙狼〈GARO〉-阿修羅- （2016年7月2日、テレビ東京） - 冴島カオル 役
- 福岡恋愛白書 パート1（2006年2月10日、KBC） - 里香 役
- アンテナ22特別版 特別ドラマスペシャル「総理大臣小泉純一郎」（2006年、日本テレビ） - 吉澤由美子 役
- 金色の翼（2007年、東海テレビ） - 行永理生 / 水谷理生 役
- コード・ブルー -ドクターヘリ緊急救命-（2008年9月11日、フジテレビ） - 小西 役
- 執事喫茶にお帰りなさいませ 第6話（2009年2月11日、毎日放送） - 美夜 役
- 探偵Xからの挑戦状! Season1 第4話（2009年4月22日、NHK総合）
- LOVE GAME 第10話（2009年6月26日、読売テレビ） - 叶真理絵 役
- 俺たちは天使だ! NO ANGEL NO LUCK 第9・11 - 13話（2009年8月26日、テレビ東京） - キム（カズコ） 役
- 相棒 Season8 第11話（2010年1月13日、テレビ朝日） - 南条夏樹 役
- あり得ない! 第10話（2010年3月17日、毎日放送） - 沙耶 役
- 東京リトル・ラブ（2010年、フジテレビ） - 中島美咲 役
- 夏の恋は虹色に輝く 第6話（2010年8月23日、フジテレビ） - 北村真弓 役
- ハンチョウ〜神南署安積班〜 シリーズ4 第2話（2011年4月18日、TBS） - 末松由紀 役
- 名探偵コナン 工藤新一への挑戦状 第5話（2011年8月4日、読売テレビ） - 如月佳織 役
- たぶらかし-代行女優業・マキ- 第2話（2012年4月12日、読売テレビ） - 沙織 役
- 三毛猫ホームズの推理 第5・6話（2012年5月5日、日本テレビ） - 津川幸子 / 藤田ゆかり 役
- TOKYOエアポート〜東京空港管制保安部〜 第5話（2012年11月11日、フジテレビ） - 田口七美 役
- 宮部みゆきミステリー パーフェクト・ブルー 第7話（2012年11月19日、TBS） - 西岡雅美 役
- 衝撃ゴウライガン!! 第4話（2013年10月25日、テレビ東京系） - 朝倉セーラ 役
- ドラマ10 聖女（2014年8月 - 9月、NHK総合） - 佐藤真紀 役
- 水曜ミステリー9 特命おばさん検事! 花村絢乃の事件ファイル3（2014年9月3日、テレビ東京） - 秘書・村川幸子 役
- ST 赤と白の捜査ファイル 第9話（2014年9月10日、日本テレビ） - 野村佳代子 役
- 机上の空想 シェイクスピア・ゲーム（2014年9月17日、NHK BS プレミアム）
- 神の舌を持つ男 第9話・10話（2016年9月2日・9日、TBS） - 豆羽（宇野佐和子） 役
- 法廷のドラゴン 第6話（2025年2月21日、テレビ東京） - 宇津木柊子 役[9]
- なんで私が神説教 第6話（2025年5月17日、日本テレビ） - 内藤早知 役[10]

### 映画
- ニワトリはハダシだ（2004年） - 主演・桜井直子 役
- チェリーパイ （2006年） - 木下千春 役
- 僕らの方程式（2008年）
- ハッピーフライト（2008年） - ディスパッチャー 中島詩織 役
- 抜け忍（2009年） - 主演・伺見 役
- 《ハリウッド映画》Ninja （2009年） - ヒロイン: Namiko 役
- 時をかける少女（2010年） - 看護婦 役
- おのぼり物語（2010年） - ヒロイン・野島由美子 役
- 牙狼〈GARO〉シリーズ
  - 牙狼〈GARO〉〜RED REQUIEM〜 （2010年） - カルマの声 役
  - 牙狼＜GARO＞～蒼哭ノ魔竜～（2013年、東北新社） - 御月カオル 役
  - 牙狼〈GARO〉-月虹ノ旅人- (2019年) - 冴島カオル 役
- AVN - Alien VS Ninja （2011年） - ヒロイン:りん 役
- Cheerfu11y （2011年） - 石川凛 役
- ひみつのアッコちゃん （2012年9月1日） - 黒川朋美 役
- ニンジャ・アベンジャーズ Ninja: Shadow of a Tear (2013年） - Namiko 役
- 夜明け前 朝焼け中（2013年、FAITHentertainment） - 南野香枝 役
- 「超」怖い話 第1話「干瓢かんぴょう」（2016年、ブラウニー） - 主演・玲音 役
- …and LOVE（2017年） - ユウコ 役

### 舞台
- スイッチを押すとき〜君達はなぜ生きているんだ?〜（2006年 - 2007年、青山円形劇場 / 新国立劇場） - ヒロイン・高宮真沙美 役
- 研修医魂（2007年、ル・テアトル銀座） - ヒロイン・米原ミコ 役
- 斜塔〜シャトウ〜（2008年、新国立劇場） - 柳沢沙祐璃 役
- 二人舞台「2LDK」（2010年、青山円形劇場） - 橘ラナ 役
- 新・日の丸レストラン（2011年、あうるすぽっと） - リンゴ 役
- イエスタデイ（2012年、座・高円寺） - 岡田多香子 役
- アイニク（2012年、ラピュタ阿佐ヶ谷） - 主演・宮路聖子 役
- 7seconds（2015年、天王洲 銀河劇場）
- 劇団☆新感線 髑髏城の七人（2017年11月23日 - 2018年2月21日、IHIステージアラウンド東京） - 頞儞羅の剣布役
- ジーザス・クライスト・レディオスター（2018年、紀伊國屋ホール）- 宮崎ハヤ子 役

### PV
- BEAT CRUSADERS「MOON ON THE WATER」
- FUNKY MONKEY BABYS「ラブレター」
- JUJU「ただいま」
- ヒャダイン「笑いの神様が降りてきた!」[11]

### CM
- ロッテ フレッシュミストガム（2002年）
- オリエンタルランド 東京ディズニーシー1stアニバーサリー（2002年）
- 日本マクドナルド メンチマック（2002年）
- NTTドコモ九州（2003年）
- ケンタッキーフライドチキン（2003年）
- ヤマダ電機 暖房フェア（2003年）
- 小林製薬 オフロート
- オートバックス 春祭り（2004年）
- 伊藤園 1日分の野菜
- パーソナル（2005年）
- 農心 辛ラーメン（2006年）
- 日本生命保険 愛する人のために 改札篇
- 日本マクドナルド あんしん0円 企業クオリティキャンペーン（2006年）
- au（静岡限定）
- リクルート L-25（2007年）
- ジョンソン・エンド・ジョンソン バイシンUV「バイシンプラスII」（2008年）
- サントリー ソウルマッコリ（2011年）
- スズキ アルトラパン（2011年）
- マルハニチロ（2012年）
- 三井住友銀行 ふたりの幸せ『はじめよう』篇（2012年）
- アサヒ飲料 コーヒーWONDA（2015年）
- ダスキン 家事シェルジュ（2016年）
- Airペイ 骨董品屋篇（2018年）
- 富士通 理念篇（2019年）[12][13]
- アクサ損害保険 見守る岡田さん篇（2023年）

### オリジナルビデオ
- 不思議の国の有栖川ナミ（2005年） - 有栖川ナミ 役
- G-九（2006年） - アガルタ（声） 役
- 呀〈KIBA〉 〜暗黒騎士鎧伝〜（2011年） - カオル / メシア 役

### インターネット番組
- ため息の理由（2005年） - 宮本綾 役
- 片桐はいり 4倍速「ピーコちゃん」（2009年） - 阿部カオリ 役
- 幽☆遊☆白書 （2023年） - マサルの母親 役

### ゲーム
- 仮面ライダー剣（2004年、PS2） - 吉永みゆき / オーキッドアンデッド 役

### アニメ
- 闇芝居 第八期（2020年）
  - 第二話「命日」- 国武サチコ 役
  - 第四話「豆まき」- 母親 役
  - 第六話「釣りの成果」- ミチコ（ノブオの妻）役

### その他
- バードフライ（2004年）
- 初恋（2006年） - 浜田省吾のライブコンサートで上映されたショートフィルム。

## 作品

### 映像作品
- Kalmia（2002年、キングレコード）